# 32 (число)
32 (три́дцять два) — натуральне число між 31 і 33

## Математика
- 232  = 4294967296
- 25  = 32
- 32 є дев'ятим щасливим числом
- 32 є третім числом Лейланда
- 32=11+22+33

## Наука
- Атомний номер Германію
- Температура замерзання води за шкалою Фаренгейта

## Дати
- 32 рік; 32 рік до н. е.
- 1832 рік
- 1932 рік
- 2032 рік